# Emery Worldwide
Emery Worldwide Airlines war eine US-amerikanische Frachtfluggesellschaft, die von 1946 bis 2001 bestand. Sie führte Fracht- und Charterflüge weltweit durch. Ihr Sitz war am Flughafen Dayton.

## Geschichte
Emery Worldwide Airlines wurde 1946 in Dayton als eine der ersten Frachtfluggesellschaften gegründet. Damals bestand ihre Flotte aus einigen Douglas DC 3 bzw. C-47 Frachtflugzeugen. Zudem wurden ein paar Jahre später auch Flugzeuge der Typen Douglas bzw. Douglas DC 8F und Boeing 727-200(adv.)F eingeflottet. Diese Maschinen wurden beide zu Frachtern umgebaut und beinhalteten deshalb teilweise noch Fenster. Zwischenzeitlich und auch bis zur Auflösung der Fluggesellschaft beinhaltete die Flotte auch umgebaute Frachter des Typs Douglas DC 9F.

### Auflösung
Die Auflösung der Emery Worldwide Airlines fand am 15. Januar 2001 nach dem Emery-Worldwide-Flug 17 statt. Die FAA (Federal Aviation Administration) hatte der Fluggesellschaft die Lizenz zur Beförderung von Fracht entzogen und die gesamte Flotte stillgelegt bzw. gegrounded.

## Flotte

### Flotte bei Betriebseinstellung
Die Flotte bestand bei Betriebseinstellung aus 76 Frachtflugzeugen mit einem Durchschnittsalter von 32,5 Jahren.
| Flugzeugtyp:                    | Durchschnittsalter: | Fracht ( in t ): | Anzahl: |
| ------------------------------- | ------------------- | ---------------- | ------- |
| Douglas DC 8                    | ca. 40 Jahre alt    | 45–60 Tonnen     | 59      |
| Douglas DC 9                    | ca. 30 Jahre alt    | 30 Tonnen        | 9       |
| Douglas/McDonnell Douglas DC 10 | ca. 20–25 Jahre alt | 80 Tonnen        | 8       |

### Flotte nach Auflösung
Die Flotte wurde nach der Auflösung teilweise an die UPS und die FedEx abgegeben. Die DC 9 wurden privat weiterverkauft und befinden sich heute teilweise noch im Einsatz, während die DC 8 Flotte weitestgehend ausgemustert wurde. Die DC 10 Flotte befindet sich bei FedEx noch im Einsatz.

## Zwischenfälle
Insgesamt kam es zu fünf Unfällen, wobei mindestens vier Menschen starben:
- Im Jahr 1977 kam es mit einer DC 3 zu einem Unfall außerhalb von Chicago aufgrund eines Feuers
- Im Jahr 1988 kam es zu einem Unfall am Bradley International Airport mit einer Boeing 727-200, weil ein Motor explodierte und die linke Tragfläche zerstört wurde. Zudem trat Hydraulikflüssigkeit aus und die Maschine musste anschließend abgeschrieben werden. Verletzt wurde niemand.
- Im Jahr 1996 kam es mit einer DC 3 zu einem Unfall am Boise Airport, als ein Motor des mittlerweile 55 Jahre alten Flugzeugs Feuer fing und in ein Haus krachte. Die Besatzung starb.
- Im Jahr 2000 startete eine DC 8 vom Sacramento Mather Airport und stürzte aufgrund eines zuvor fehlerhaft gewarteten Höhenleitwerks kurz nach dem Start und während einer versuchten Rückkehr zum Startflughafen auf einen Schrottplatz ab. Keines der drei Besatzungsmitglieder überlebte den Vorfall